# Anna Bergerotti
Anna Bergerotti (* um 1630; † um 1700) war eine italienische Opernsängerin, deren Können besonders von der höfischen Gesellschaft des französischen Königs Ludwig XIV. in Anspruch genommen wurde. Sie förderte den jungen Komponisten Jean-Baptiste Lully und profitierte später von ihm.

## Leben
Wegen ihrer Rolle in Carlo Caprolis Oper Le Nozze di Peleo e di Theti kam sie 1654 nach Paris. Ihre als engelsgleich empfundene Stimme gefiel besonders der Königinmutter Anna von Österreich, was sich für Bergerotti in einem relativ hohen Jahresgehalt von 3600 Livres niederschlug. Man rief sie täglich zum Hof, da sie die Musik in Theorie und Praxis kannte. Von 1655 bis 1669, der Zeit ihres Aufenthalts in Paris, zählte sie dort zu den Wenigen, die den großen deutschen Komponisten Johann Jakob Froberger in seiner Bedeutung richtig einschätzen konnten. Ihr Geschmack und ihre umfangreiche Bildung verhalfen ihr zur Bekanntschaft bedeutender Persönlichkeiten, die Paris aufsuchten – mit Constantijn Huygens pflegte sie eine Korrespondenz. Zunächst Kardinal Mazarin, später die Staatskasse, finanzierten ihr einen Auftrittsort, an den sie ein ausgewähltes Publikum zu Konzerten einlud. Eine Leistung, die keinem anderen Musiker zuteilwurde, war die Übernahme der Kosten für eine Wohnung nahe der königlichen Residenz. Der Komponist Jean-Baptiste Lully profitierte vom mit ihr geschehenden Zusammenwirken in den Divertissements Königs Ludwig XIV. und wie Lully konnte sie 1662 in Paris bleiben, als viele Künstler nach Mazarins Tod Frankreich verlassen mussten. 1664 war sie dabei, als im Februar mit der Mariage forcé die zweite Ballettkomödie aufgeführt wurde, und im Juli sang sie zum Besuch des päpstlichen Legaten Flavio Chigi in Schloss Versailles. Nachdem sie Paris verlassen hatte, heiratete sie einen italienischen Marquis.